# Carlo Vanzina
Carlo Vanzina (n. 13 martie 1951, Roma, Italia – d. 8 iulie 2018, Roma, Italia) a fost un regizor de film, producător și scenarist italian.

## Biografie
Vanzina s-a născut la Roma, ca fiu al Mariei Teresa Nati și al regizorului de film Stefano Vanzina. În 2001 a regizat filmul romantic de comedie South Kensington cu Rupert Everett și Elle Macpherson. Două din filmele sale, Eccezzziunale... veramente (1982) și Vacanze di Natale (1983), au fost prezentate ca parte a retrospectivei comediei italiene la a 67-a ediţie a Festivalului Internațional de Film de la Veneția.

## Filmografie
- Luna di miele in tre (1976)
- Figlio delle stelle (1979)
- Arrivano i gatti (1980)
- Una vacanza bestiale (1980)
- I fichissimi (1981)
- Viuuulentemente mia (1982)
- Eccezzziunale... veramente (1982)
- Sapore di mare (1982)
- Mystère (1983)
- Il ras del quartiere (1983)
- Vacanță de Crăciun (1983)
- Amarsi un po' (1984)
- Vacanze in America (1984)
- Sotto il vestito niente (1985)
- Yuppies – I giovani di successo (1986)
- Via Montenapoleone (1986)
- it⁠(I miei primi 40 anni)[miei primi 40 anni&page=it&targettitle=it traduceți] (1987)
- Montecarlo Gran Casinò (1987)
- The Gamble  (1988)
- Le finte bionde (1989)
- Tre colonne in cronaca (1990)
- Miliardi (1991)
- Piedipiatti (1991)
- Sognando la California (1992)
- Piccolo Grande Amore (1993)
- I mitici – Colpo gobbo a Milano  (1994)
- S.P.Q.R. 2000 e 1/2 anni fa (1994)
- Io no spik inglish (1995)
- Selvaggi (1995)
- Squillo (1996)
- A spasso nel tempo  (1996)
- Banzai (1997)
- A spasso nel tempo: l'avventura continua  (1997)
- Il cielo in una stanza (1999)
- Vacanze di Natale 2000 (1999)
- Quello che le ragazze non dicono (2000)
- E adesso sesso (2001)
- South Kensington (2001)
- Febbre da cavallo – La mandrakata (2002)
- Il pranzo della domenica (2003)
- Le barzellette (2004)
- In questo mondo di ladri (2004)
- Il ritorno del Monnezza (2005)
- Eccezzziunale veramente – Capitolo secondo... me (2006)
- Olè (2006)
- 2061 – An exceptional year (2007)
- Un'estate al mare (2008)
- Un'estate ai Caraibi (2009)
- La vita è una cosa meravigliosa (2010)
- Ti presento un amico (2010)
- Sotto il vestito niente – L'ultima sfilata (2011)
- Ex – Amici come prima! (2011)

## Legături externe
- Carlo Vanzina la Internet Movie Database